# Aguilar del Alfambra
Aguilar del Alfambra (em aragonês: Aguilar d'Alfambra) é um município da Espanha na província de Teruel, comunidade autónoma de Aragão. Tem 39,04 km² de área e em 2021 tinha 76 habitantes (densidade: 1,9 hab./km²).

## Demografia
| Variação demográfica do município entre 1991 e 2004 | Variação demográfica do município entre 1991 e 2004 | Variação demográfica do município entre 1991 e 2004 | Variação demográfica do município entre 1991 e 2004 |
| --------------------------------------------------- | --------------------------------------------------- | --------------------------------------------------- | --------------------------------------------------- |
| 1991                                                | 1996                                                | 2001                                                | 2004                                                |
| 101                                                 | 88                                                  | 80                                                  | 79                                                  |